# العلاقات التشادية الشمال مقدونية
العلاقات التشادية الشمال مقدونية هي العلاقات الثنائية التي تجمع بين تشاد وشمال مقدونيا.

## مقارنة بين البلدين
هذه مقارنة عامة ومرجعية للدولتين:
| وجه المقارنة                                              | تشاد                      | شمال مقدونيا                                               |
| --------------------------------------------------------- | ------------------------- | ---------------------------------------------------------- |
| المساحة (كم2)                                             | 1.28 مليون                | 25.71 ألف                                                  |
| عدد السكان (نسمة)                                         | 15.23 مليون               | 2.08 مليون                                                 |
| الكثافة السكانية (ن./كم²)                                 | 11.9                      | 80.9                                                       |
| العاصمة                                                   | انجمينا                   | إسكوبية                                                    |
| اللغة الرسمية                                             | لغة فرنسية، اللغة العربية | اللغة المقدونية، اللغة الألبانية                           |
| العملة                                                    | فرنك وسط أفريقي           | دينار مقدوني                                               |
| الناتج المحلي الإجمالي (بليون دولار)                      | 9.98 مليار                | 11.34 مليار                                                |
| الناتج المحلي الإجمالي (تعادل القوة الشرائية) بليون دولار | 30.54 مليار               | 29.26 مليار                                                |
| الناتج المحلي الإجمالي الاسمي للفرد دولار أمريكي          | 775                       | 4.85 ألف                                                   |
| الناتج المحلي الإجمالي للفرد دولار أمريكي                 | 2.18 ألف                  | 16.25 ألف                                                  |
| مؤشر التنمية البشرية                                      | 0.392                     | 0.747                                                      |
| رمز المكالمات الدولي                                      | +235                      | +389                                                       |
| رمز الإنترنت                                              | .td                       | .mk                                                        |
| المنطقة الزمنية                                           | ت ع م+01:00               | توقيت وسط أوروبا، ت ع م+01:00، ت ع م+02:00، أوروبا/سكوبيه ‏ |

## منظمات دولية مشتركة
يشترك البلدان في عضوية مجموعة من المنظمات الدولية، منها:
| علم المنظمة | اسم المنظمة                               | تاريخ انضمام تشاد | تاريخ انضمام شمال مقدونيا |
| ----------- | ----------------------------------------- | ----------------- | ------------------------- |
|             | مؤسسة التنمية الدولية                     | 7 نوفمبر 1963     | 25 فبراير 1993            |
|             | يونسكو                                    | 19 ديسمبر 1960    | 28 يونيو 1993             |
|             | وكالة ضمان الاستثمار متعدد الأطراف        | 11 يونيو 2002     | 19 مارس 1993              |
|             | الأمم المتحدة                             | 20 سبتمبر 1960    | 8 أبريل 1993              |
|             | الاتحاد البريدي العالمي                   | ?                 | ?                         |
|             | البنك الدولي للإنشاء والتعمير             | 10 يوليو 1963     | 25 فبراير 1993            |
|             | الاتحاد الدولي للاتصالات                  | 25 نوفمبر 1960    | 4 مايو 1993               |
|             | منظمة حظر الأسلحة الكيميائية              | ?                 | ?                         |
|             | مؤسسة التمويل الدولية                     | 2 أبريل 1998      | 25 فبراير 1993            |
|             | المركز الدولي لتسوية المنازعات الاستشارية | 14 أكتوبر 1966    | 26 نوفمبر 1998            |
|             | منظمة التجارة العالمية                    | ?                 | ?                         |
|             | منظمة الشرطة الجنائية الدولية             | ?                 | ?                         |